# Santa Mafia
(Petra Reski)
Santa Mafia è un libro-inchiesta sulla mafia e in particolare sulla 'Ndrangheta in Germania e nel resto d'Europa della giornalista del Die Zeit Petra Reski uscito in Germania, Italia e Polonia nel 2009.
La casa editrice è Nuovi Mondi.

## Critiche
(Marcello Dell'Utri)
I tribunali giudiziari tedeschi hanno obbligato a pubblicare il libro con censure.
In Italia, Marcello Dell'Utri si è scagliato contro il libro e contro il procuratore nazionale antimafia Vincenzo Macrì, autore della prefazione.

## Edizioni
- Petra Reski, Santa Mafia, 1ª ed., Nuovi Mondi, 2009,  p. 320, ISBN 978-88-89091-65-4.